# ホセ・ルイス・ガヤ
ホセ・ルイス・ガヤ・ペーニャ（José Luis Gayà Peña, 1995年5月25日 - ）は、スペイン・ペドレゲール出身のサッカー選手。バレンシアCF所属。スペイン代表。ポジションはディフェンダー。

## 経歴

### クラブ
バレンシア州アリカンテ県ペドレゲールに生まれ、2006年に地元の強豪クラブであるバレンシアCFのカンテラに加入した。左サイドバックに転向するまではストライカーとしてプレーしており、1年間で公式戦通算60ゴールを挙げたこともある。
2012年1月30日、当時17歳だったガヤはセグンダ・ディビシオンBのアンドラCF戦で20分間試合に出場し、バレンシアのリザーブチームであるバレンシアCF・メスタージャデビューを果たした。同年12月30日、コパ・デル・レイベスト32のUEリャゴステラにスタメンフル出場したことでトップチームデビューを飾った。また、翌年12月12日のUEFAヨーロッパリーグ、FCクバン・クラスノダールにも出場し、UEFA大会デビューも決めた。
2014年4月のリーグ第36節のアトレティコ・マドリード戦で1部をデビュー。2014-15シーズンの第5節のコルドバCF戦でリーグ初ゴール。2014年9月のリーガ月間ベストイレブンに選ばれる。
2015年5月8日、契約を2020年6月末まで延長し、契約解除金も5000万ユーロに設定された。
2018年2月に契約解除金が3000万ユーロに減額され、ユヴェントスFCやマンチェスター・ユナイテッドなどが興味を示したが、2018年5月22日に2023年6月末まで契約を延長し、契約解除金も1億ユーロへ引き上げられた。

### 代表
2010年にU-16スペイン代表に選ばれ、2012にU-17代表、2013年にU-18、U-19、U-20、2014年にU-21代表にそれぞれ選ばれた。
2018年9月11日のUEFAネーションズリーグ、クロアチア戦でA代表デビューを果たした。
2021年5月24日、UEFA EURO 2020に臨むスペイン代表に選出された。
2022年11月11日、W杯カタール大会に臨むメンバーの1人に選ばれた。しかし大会直前に足首を捻挫し、アレハンドロ・バルデと入れ替わる形で辞退となった。

## 所属クラブ
- バレンシアCF・メスタージャ 2012-2014
- バレンシアCF 2014-

## 個人成績

### クラブ
| シーズン | クラブ     | リーグ     | リーグ | リーグ | カップ | カップ | UEFA | UEFA |
| シーズン | クラブ     | リーグ     | 出場   | 得点   | 出場   | 得点   | 出場 | 得点 |
| -------- | ---------- | ---------- | ------ | ------ | ------ | ------ | ---- | ---- |
| 2012-13  | バレンシア | プリメーラ | 0      | 0      | 1      | 0      | 0    | 0    |
| 2013-14  | バレンシア | プリメーラ | 1      | 0      | 0      | 0      | 3    | 0    |
| 2014-15  | バレンシア | プリメーラ | 35     | 1      | 2      | 1      | 0    | 0    |
| 2015-16  | バレンシア | プリメーラ | 20     | 0      | 5      | 1      | 11   | 0    |
| 2016-17  | バレンシア | プリメーラ | 27     | 1      | 3      | 0      | 0    | 0    |
| 2017-18  | バレンシア | プリメーラ | 34     | 0      | 4      | 0      | 0    | 0    |
| 2018-19  | バレンシア | プリメーラ | 35     | 1      | 1      | 0      | 4    | 0    |
| 2019-20  | バレンシア | プリメーラ | 24     | 0      | 1      | 0      | 6    | 0    |
| 2020-21  | バレンシア | プリメーラ | 33     | 1      | 1      | 0      | -    | -    |
| 通算     | 通算       | 通算       | 209    | 4      | 22     | 2      | 29   | 0    |

### 代表
試合数
- 国際Aマッチ 21試合 3得点（2018年 - ）

| スペイン代表 | 国際Aマッチ | 国際Aマッチ |
| 年           | 出場        | 得点        |
| ------------ | ----------- | ----------- |
| 2018         | 3           | 0           |
| 2019         | 4           | 1           |
| 2020         | 5           | 1           |
| 2021         | 5           | 1           |
| 2022         | 1           | 0           |
| 2023         | 3           | 0           |
| 通算         | 21          | 3           |

得点
| # | 開催日       | 開催地                                           | 対戦国       | スコア | 結果 | 大会                          |
| - | ------------ | ------------------------------------------------ | ------------ | ------ | ---- | ----------------------------- |
| 1 | 2019年6月7日 | トースハウン、トースヴェリュール                 | フェロー諸島 | 1-4    | 1-4  | UEFA EURO 2020予選            |
| 2 | 2020年9月3日 | シュトゥットガルト、メルセデス・ベンツ・アレーナ | ドイツ       | 1-1    | 1-1  | UEFAネーションズリーグ2020-21 |
| 3 | 2021年9月5日 | バダホス、エスタディオ・ヌエボ・ビベーロ         | ジョージア   | 1-0    | 4-0  | 2022 FIFAワールドカップ・予選 |

## タイトル
バレンシアCF
- コパ・デル・レイ：2018-19